# Сарапий, Эдуард Евгеньевич
Эдуа́рд Евге́ньевич Сарапи́й (укр. Едуард Євгенович Сарапій; род. 12 мая 1999, Запорожье) — украинский футболист, защитник житомирского «Полесья».

## Клубная карьера
Родился в Запорожье. С 6-летнего возраста занимался в местной ДЮСШ «Металлург», первый тренер — Юрий Маркин. В 11-летнем возрасте перешел в академию киевского «Динамо», в футболке которого до 2016 года выступал в ДЮФЛУ.
Взрослую футбольную карьеру начал в 2016 году в составе клуба «Таврия-Скиф», выступавшего в чемпионате Запорожской области и любительском чемпионате Украины. В начале августа 2018 присоединился к МФК «Металлург», который в сезоне 2017/18 годов также выступал в чемпионате Запорожской области и любительском чемпионате Украины. На профессиональном уровне дебютировал в составе запорожской команды 18 июля 2018 в победном (2:0) выездном поединке первого квалификационного раунда кубка Украины против хмельницкого «Подолья». Эдуард вышел на поле с капитанской повязкой в стартовом составе и отыграл весь матч, а на 74-й минуте отличился своим первым голом в профессиональном футболе. Во Второй лиге Украины дебютировал 22 июля 2018 в проигранном (0:1) выездном поединке 1-го тура группы Б против одесского «Реал Фармы». Сарапий вышел на поле в стартовом составе и отыграл весь матч, а на 20-й минуте получил желтую карточку. Первым голом в профессиональном футболе отличился 28 июля 2018 на 23-й минуте (реализовал пенальти) победный (4:0) домашний поединок 2-го тура группы Б Второй лиги Украины против «Николаева-2». Эдуард вышел на поле в стартовом составе, на 70-й минуте получил желтую карточку, а на 74-й минуте его заменил Александр Зейналов. В сезоне 2018/19 годов помог «металлургам» занять второе место в группе «Б» Второй лиги и повыситься в классе. В июне 2019 года побывал на пересмотре в «Днепре-1», но до подписания контракта дело так и не дошло, и игрок вернулся в «Металлург». В Первой лиге Украины дебютировал 10 августа 2019 в проигранном (0:2) домашнем поединке 3-го тура против петровского «Ингульца». Эдуард вышел на поле в стартовом составе, а на 82-й минуте его заменил Алексей Сидоров. В Первой лиге Украины первым голом отличился 8 сентября 2020 на 33-й минуте (реализовал пенальти) победного (3:0) выездного поединка 8-го тура против «Черкащины». Сарапий вышел на поле в стартовом составе и отыграл весь матч. В сезоне 2019/20 годов запорожцы заняли предпоследнее 15 место в Первой лиге и вернулся во Вторую лигу.
В середине июня 2021 года покинул «Металлург», а уже в середине июля того же года подписал контракт с «Металлистом». В футболке харьковского клуба дебютировал 26 июля 2021 в победном (2:0) выездного поединка 1-го тура Первой лиги Украины против «Альянса» из Липовой Долины. Эдуард вышел на поле в стартовом составе и отыграл весь матч, а на 80-й минуте получил желтую карточку.
В июле 2022 года стал игроком «Днепра-1», перейдя в состояние днепрян из «Металлиста» вместе с тренерами Александром Кучером и Юрием Ушмаевым, вице-президентом харьковского клуба Евгением Красниковым и еще четырьмя футболистами — Владимиром Танчиком, Сергеем Горбуновым, Владиславом Рыбаком и Русланом Бабенко. Дебютный матч за клуб сыграл 18 августа 2022 года в плей-офф квалификации Лиги Европы против кипрской команды АЕК Ларнака.

## Карьера в сборной
В футболке юношеской сборной Украины (U-17) дебютировал 13 октября 2018 в победном (11:0) поединке квалификации юношеского чемпионата Украины (U-17) против сверстников из Гибралтара. С 2018 по 2019 год выходил на поле в матчах юношеской сборной Украины (U-17).

## Достижения
«Днепр-1»
- Серебряный призёр чемпионата Украины: 2022/23